# Réservoir Baskatong
Réservoir Baskatong är en sjö i Kanada.   Den ligger i provinsen Québec, i den sydöstra delen av landet, 150 km norr om huvudstaden Ottawa. Réservoir Baskatong ligger 229 meter över havet. Arean är 329 kvadratkilometer.